# District de Firestone
Le district de Firestone est une subdivision du comté de Margibi au Liberia.  
Les autres districts du comté de Margibi sont :
- Le district de Gibi
- Le district de Kakata
- Le district de Mambah-Kaba